# Vipera bornmuelleri
Vipera bornmuelleri är en ormart som beskrevs av Werner 1898. Vipera bornmuelleri ingår i släktet Vipera och familjen huggormar. IUCN kategoriserar arten globalt som starkt hotad. Inga underarter finns listade i Catalogue of Life.
Arten förekommer med flera från varandra skilda populationer i Libanon och Syrien. Den lever i bergstrakter mellan 1000 och 2200 meter över havet. Habitatet utgörs av öppna barrskogar, gräsmarker och  områden med buskar.